# Фёдоров, Павел Иванович
Павел Иванович Фёдоров (15 января 1791 — 30 июля 1855) — генерал от инфантерии; Николаевский, Севастопольский и Бессарабский военный губернатор; сенатор.

## Биография
Павел Фёдоров родился 15 января 1791 года. По окончании курса наук в 2-м кадетском корпусе, Фёдоров, семнадцати лет от роду, поступил 14 января 1808 года прапорщиком в Старооскольский пехотный полк и в том же году выступил с своим полком в поход в Турцию, где оставался на театре войны до 30 августа 1812 года, находясь, между прочим, в 1809 году на флотилии в Сулинских гирлах и в десанте при крепости Измаиле.
В Отечественную войну 1812 года с французами участвовал во всех главнейших делах русской армии. В Заграничном походе в пределах Польши, Австрии и Германии Фёдоров, 27 апреля 1813 года при переправе через Эльбу, был сильно контужен в шею, под правым ухом и лишился слуха на этом ухе; 8 и 9 мая того же года сражался под городом Бауценом, 10 и 11 августа участвовал при разбитии корпуса под начальством маршала Нея при местечке Гольдберге, причём на второй день ранен пулей навылет в левый бок, 5 и 6 октября того же года был в генеральном сражении при Лейпциге и унесён с поля битвы, раненый двумя пулями. За выказанную во всех этих делах храбрость награждён орденом Святого Владимира 4-й степени и чином майора.
Для излечения тяжких ран оставался до 1817 года в разных германских госпиталях, а затем лечился до 1819 года на Кавказских минеральных водах. Уволенный по болезни от военной службы, Фёдоров был назначен 29 сентября 1820 года полицеймейстером в городе Николаеве Херсонской губернии (в 1826 году произведён в полковники), и, занимая эту должность, состоял в 1829 году членом комитета, учрежденного для решения дел по Черноморскому департаменту; в том же году назначен обер-штер-кригс-комиссаром этого департамента, а в 1833 году переименован в генерал-майоры, с назначением комендантом города Николаева.
С 23 июня 1834 года исправлял должность Николаевского и Севастопольского военного губернатора, 28 августа того же года назначен Бессарабским гражданским губернатором, заведуя вместе с тем, с 29 ноября 1835 года, Измаильским градоначальством; в 1836 году назначен Бессарабским военным губернатором. В отсутствие Новороссийского и Бессарабского генерал-губернатора четыре раза временно исправлял его должность (с 18 сентября 1838 года по 14 октября 1839 года, с 22 июля по 22 сентября 1840 года, с 3 июля 1843 по 26 октября 1844 года и, наконец, в 1844 году). За отлично усердную службу и полезные труды, оказанные при исправлении этой должности, Фёдоров был награждён орденом Святого Владимира 2-й степени (в 1839 году), чином генерал-лейтенанта (в 1840 году) и орденом Белого Орла (в 1844 году); кроме того, за содействие при исполнении мер, принятых для устройства плавания по Дунаю коммерческих судов, удостоен императором австрийским ордена Железной Короны 1-й степени. Также 11 декабря 1840 года Фёдоров, за беспорочную выслугу 25 лет в офицерских чинах, был удостоен ордена Святого Георгия 4-й степени (№ 6174 по кавалерскому списку Григоровича — Степанова).
Произведённый в 1852 году в генералы от инфантерии, Фёдоров 29 мая 1854 года был уволен от должности Бессарабского военного губернатора, с Высочайшим повелением присутствовать в сенате и с оставлением при армии; в сенате Фёдоров заседал до 1855 года, в 1-м отделении 6-го департамента.
Павел Иванович Фёдоров умер в городе Москве 30 июля 1855 года от холеры и был похоронен на кладбище Новодевичьего монастыря.Могила утрачена.

## Семья
- Жена Федорова(Митькова) Екатерина Федотовна (брак от 6.11.1821 г. в соборной Адмиралтейской Григория Великой Армении церкви г. Николаева), дочь обер-интенданта Черноморского департамента, капитана-командора Федота Константиновича Митькова (1764-2.09.1827 г.)
- Дочь — Федорова Александра Павловна родилась в Николаеве (3.09.1822 г.р.) вышла замуж в августе 1846 г. за князя Кантакузина Михаила Александровича((1812 — 18.01.1882), была с ним позже разведена. В браке с ним родила трех сыновей — Павла(1848—1895),Ивана и Николая.
- Сын — Федоров Павел Павлович родился в Николаеве 26.01.1824 — 24.06.1824 г.,.умер во младенчестве.
- Дочь — Федорова Анна Павловна родилась в Николаеве (3.10.1825 г.р. — 23.12.1898г). ,вышла замуж за де Витте Павла Яковлевича((29.06.1796, — 17.08.1864) генерал-лейтенант (11.04.1843), генерал от инфантерии (1856).Похоронена на Александро — Невской лавре, Тихвинского кладбища. Санкт-Петербурга.
- Сын — Федоров Константин Павлович родился в Одессе (10.04.1827 — 4.07.1828г).,,умер во младенчестве.
- Сын — Федоров Константин Павлович родился в Одессе (28.11.1829 г.р.).
- Сын — Федоров Иван Павлович родился в Одессе (13.06.1832 г.р.), подпоручик в Литовском Егерском полку,унтер-офицер — награжден ЗОВО [Знак Отличия Военного Ордена — серебряный крест на Георгиевской ленте — м.к. " за бой 16 октября 1853 г. у поста Св. Николая ", с 17.04.1856 г. — 51-й Его Императорского Высочества Наследника Цесаревича Литовский пехотный полк,
- Дочь — Федорова Наталья Павловна родилась в Одессе (26.08.1835 г.р.- 4.11.1898 г.) вышла замуж за князя Манвелова Николая Николаевича(10.04.1816 г.р.) с 1889 г. генерал-лейтенант в отставке. Похоронена на Гатчине.
- Сын — Федоров Михаил Павлович (30.09.1839 — 25.12.1900 гг.), родился в Кишиневе — журналист и драматург, учился в одесской гимназии и в спб. университете, где в 1860-х годах получил степень кандидата прав. Будучи студентом, напечатал в «Театральном и Музыкальном Вестнике» обличительную комедию «Неопытность». По окончании курса, ездил за границу для изучения тюремного вопроса, затем служил одно время в министерстве внутренних дел инспектором типографий. Ф. приспособил для сцены и перевел более 30 пьес, из которых наибольший успех имели: оперетка «Все мы жаждем любви», мелодрама «Хижина дяди Тома», комедии «Что посеешь, то и пожнешь», «Вспышка у домашнего очага». В начале 1 870-х гг. писал театральные рецензии в «Голосе» и «Биржевых Ведомостях» (Трубникова). Был также деятельным сотрудником «Петербургского Листка», «Петербургской Газеты» и печатал воскресные фельетоны в «Новом Времени» (Киркора и Юматова). В середине 1870 гг. был официальным редактором «Нового Времени» редакции О. К. Нотовича. С переходом газеты к А. С. Суворину, Ф. сохранил свое положение ответственного редактора до конца жизни. Ср. Ал. Чехов (А. Седой), «Памяти М. П. Федорова» («Исторический Вестник», 1901, февраль). В 1882 году 19 октября был приговорен к 3 месяцам тюрьмы по делу об оскорблении Стасюлевича в выпущенной им статье авторства Буренина условно. Похоронен на Митрофаньевском кладбище Санкт-Петербурга(справа от Собора). Могила утрачена. Женат не был, детей нет.